# 納紐基
納紐基是東非國家肯雅的城鎮，由裂谷省負責管轄，位於肯雅山西北部，海拔高度1,986米，建城於1907年，每年平均降雨量704毫米，鎮上有機場設施，1999年人口31,577。

## 外部連結
Lily Pond Arts Centre - Nanyuki
00°01′N 37°04′E / 0.017°N 37.067°E